# نابینا (فیلم ۲۰۱۶)
نابینا (به انگلیسی: Blind) فیلمی محصول سال ۲۰۱۶ و به کارگردانی مایکل میلر است. در این فیلم بازیگرانی همچون الک بالدوین، دمی مور، دیلان مک‌درموت، ویوا بیانکا، جیمز مک‌کافری، ادن ایپستین، جان بوفالو مایلر و استیفن پریسیدو ایفای نقش کرده‌اند.